# Гущин, Николай Фёдорович
Николай Фёдорович Гущин (1921—1944) — младший лейтенант Рабоче-крестьянской Красной армии, участник Великой Отечественной войны, Герой Советского Союза (1945).

## Биография
Николай Гущин родился 14 декабря 1921 года в селе Каировка (ныне — Саракташский район Оренбургской области) в крестьянской семье. С 1932 года вместе со своей семьёй проживал в посёлке Выль Ордым Железнодорожного района Коми АССР. Окончил среднюю школу, заочно учился в педагогическом институте, работал учителем. В 1942 году Гущин был призван на службу в Рабоче-крестьянскую Красную Армию. С мая того же года — на фронтах Великой Отечественной войны. В 1943 году он окончил курсы младших лейтенантов. Принимал участие в боях на Волховском, Степном и 2-м Украинском фронтах. Участвовал в боях под Ленинградом, освобождении Украинской и Молдавской ССР, Румынии. В боях был ранен. К марту 1944 года младший лейтенант Николай Гущин командовал ротой 857-го стрелкового полка 294-й стрелковой дивизии 52-й армии 2-го Украинского фронта. Отличился во время форсирования Южного Буга.
В марте 1944 года Гущин вместе со своей ротой одним из первых переправился через реку. Во время боёв за освобождение города Бершадь Винницкой области Украинской ССР рота Гущина вышла во вражеский тыл и уничтожила большое количество солдат и офицеров противника. В боях на станции Дрокия рота отражала контратаку двух вражеских эскадронов кавалерии, нанеся им большие потери и взяв в плен более сотни солдат и офицеров. 12 июня 1944 года Гущин погиб в бою под Яссами. Похоронен в братской могиле в Яссах.
Указом Президиума Верховного Совета СССР от 24 марта 1945 года за «образцовое выполнение боевых заданий командования на фронте борьбы с немецкими захватчиками и проявленные при этом мужество и героизм» младший лейтенант Николай Гущин посмертно был удостоен высокого звания Героя Советского Союза. Также был награждён орденами Ленина и Красного Знамени.
В честь Гущина названа средняя школа, в которой он учился.